# Hamed Hamadan al-Bishi
Hamed Hamadan al-Bishi (arabisch حامد حمدان البيشي, DMG Ḥāmid Ḥamadān al-Bīšī; * 3. März 1982) ist ein ehemaliger saudi-arabischer Leichtathlet, der sich auf den 200-Meter-Lauf spezialisiert hat.

## Sportliche Laufbahn
Erste internationale Erfahrungen sammelte Hamed Hamadan al-Bishi im Jahr 1999, als er bei den Jugendweltmeisterschaften in Bydgoszcz in 48,03 s den siebten Platz im 400-Meter-Lauf belegte. Anschließend nahm er mit der saudischen 4-mal-400-Meter-Staffel an den Weltmeisterschaften in Sevilla teil, wurde dort aber im Vorlauf disqualifiziert. Daraufhin erreichte er bei den Juniorenasienmeisterschaften in Singapur nach 21,80 s Rang sieben im 200-Meter-Lauf und gewann vermutlich zwei Medaillen in den Staffelbewerben. Im Jahr darauf gewann er bei den Asienmeisterschaften in Jakarta in 3:05,00 min die Bronzemedaille in der 4-mal-400-Meter-Staffel hinter den Teams aus Sri Lanka und Indien. Anschließend verpasste er bei den Olympischen Spielen in Sydney mit 3:09,57 min den Finaleinzug, ehe er bei den Juniorenweltmeisterschaften in Santiago de Chile über 400 Meter mit 48,40 s in der Vorrunde ausschied. Anschließend gewann er bei den Panarabischen Juniorenmeisterschaften in Damaskus in 47,91 s die Silbermedaille über 400 Meter sowie in 51,61 s auch im 400-Meter-Hürdenlauf. 2001 siegte er bei den Juniorenasienmeisterschaften in Bandar Seri Begawan in 46,16 s über 400 Meter sowie in 50,94 s auch im Hürdenlauf. Anschließend schied er bei den Weltmeisterschaften im kanadischen Edmonton mit der Staffel mit 3:04,22 min im Vorlauf aus und gewann bei den Panarabischen Meisterschaften in Damaskus in 46,3 s die Silbermedaille über 400 Meter hinter dem Katari Salaheddine Bakar al-Safi und gewann mit der Staffel in 3:14,06 min die Silbermedaille hinter dem Team aus Kuwait. Im Jahr darauf belegte er bei den Asienmeisterschaften in Colombo in 21,32 s den sechsten Platz über 200 Meter und nahm anschließend erstmals an den Asienspielen in Busan teil und wurde dort in 21,10 s Siebter im Einzelbewerb und siegte mit der Staffel in 3:02,47 min.
2003 erreichte er bei den Weltmeisterschaften nahe Paris das Halbfinale über 200 Meter, in dem er mit 20,70 s ausschied, während er mit der Staffel im Vorlauf disqualifiziert wurde. Anschließend gewann er bei den Arabischen Meisterschaften in Amman in 20,69 s die Silbermedaille hinter dem Kuwaiter Fawzi al-Shammari und siegte mit der 4-mal-100-Meter-Staffel in 39,06 s sowie mit der 4-mal-400-Meter-Staffel in 3:06,67 min. Daraufhin gewann er auch bei den Asienmeisterschaften in Manila in 20,73 s die Silbermedaille hinter al-Shammari und wurde bei den Militärweltspielen in Catania in 21,84 s Vierter über 200 Meter. Im Jahr darauf qualifizierte er sich für die Teilnahme an den Olympischen Spielen in Athen, ging dort aber kurzfristig nicht an den Start. Anschließend siegte er bei den Panarabischen Spielen in Algier in 20,81 s über 200 Meter sowie in 39,40 s und 3:03,03 min in beiden Staffelbewerben. 2005 siegte er bei den Islamic Solidarity Games in Mekka in 20,72 s im 200-Meter-Lauf sowie in 3:04,35 min mit der 4-mal-400-Meter-Staffel. Anschließend scheiterte er bei den Weltmeisterschaften in Helsinki mit 21,03 s in der ersten Runde und wurde mit der Staffel im Vorlauf disqualifiziert. Er siegte dann bei den Asienmeisterschaften in Incheon in 20,66 s über 200 Meter und gewann mit der 4-mal-100-Meter-Staffel in 39,25 s die Bronzemedaille hinter den Teams aus Japan und Thailand und verpasste mit der 4-mal-400-Meter-Staffel mit 3:11,13 min den Finaleinzug. Daraufhin siegte er bei den Arabischen Meisterschaften in Tunis in 20,96 s über 200 Meter sowie in beiden Staffelbewerben. 2006 wurde er beim IAAF World Cup in Athen in 3:04,67 min Siebter und nahm anschließend erneut an den Asienspielen in Doha teil und belegte dort in 20,83 s den vierten Platz über 200 Meter und verteidigte in der 4-mal-400-Meter-Staffel in 3:05,31 min die Goldmedaille.
2007 gewann er bei den Arabischen Meisterschaften in Amman in 21,06 s die Silbermedaille über 200 Meter hinter dem Katari Ibrahim Abdullah al-Waleed und auch über 400 Meter gewann er in 46,43 s Silber hinter Ismael Daif aus Marokko. Vermutlich siegte er auch ein weiteres Mal in beiden Staffelbewerben. Anschließend siegte er bei den Hallenasienspielen in Macau in 3:11,29 min und belegte über 400 Meter in 48,37 s den fünften Platz. Daraufhin wurde er bei den Panarabischen Spielen in Kairo in 21,28 s Sechster über 200 Meter und siegte mit der 4-mal-400-Meter-Staffel in 3:04,74 min. 2009 schied er bei den Weltmeisterschaften in Berlin mit 21,00 s in der ersten Runde aus und im Jahr darauf siegte er bei den Asienspielen in Guangzhou in 3:02,30 min zum dritten Mal in Folge. Zudem scheiterte er über 200 Meter mit 21,89 s in der Vorrunde. Bei den Leichtathletik-Asienmeisterschaften 2011 in Kōbe gewann er in 3:08,03 min die Silbermedaille hinter Japan und verpasste anschließend bei den Weltmeisterschaften in Daegu mit 3:05,65 min den Finaleinzug. Im Dezember siegte er dann bei den Panarabischen Spielen in Doha in 3:07,22 min mit der Staffel. 2012 bestritt er in Florida seine letzten Wettkämpfe und beendete damit seine aktive sportliche Karriere im Alter von 30 Jahren.
2006 wurde al-Bishi saudischer Meister im 200- und 400-Meter-Lauf.

## Persönliche Bestzeiten
- 200 Meter: 20,55 s (−1,8 m/s), 20. Juli 2003 in Hamburg
- 300 Meter: 33,28 s 27. August 2002 in Göteborg
- 400 Meter: 46,01 s, 13. Juli 2003 in Lapinlahti